# Gustaf Klarén
Gustaf Klarén, född 30 mars 1906 i Fritsla , död 27 september 1984 i Borås, var en svensk brottare.
Klarén hade till en början inte möjlighet att deltaga i de olympiska spelen, förmodligen av ekonomiska skäl, men invånarna i hemstaden Borås samlade ihop tillräckligt med pengar för att kunna skicka honom till tävlingarna. 
Klarén ägde och drev senare en cigarraffär på Lilla Brogatan i Borås.

## Meriter
- OS: Brons 1932 i fristil